# 6179 Brett
6179 Brett este un asteroid din centura principală de asteroizi.

## Descriere
6179 Brett este un asteroid din centura principală de asteroizi. A fost descoperit pe 3 martie 1986 la Observatorul Palomar de Carolyn S. Shoemaker și Eugene M. Shoemaker. Asteroidul prezintă o orbită caracterizată de o semiaxă mare de 2,43 ua, o excentricitate de 0,22 și o înclinație de 23,3° în raport cu ecliptica.